# Simone Forte
Simone Forte (* 20. Januar 1996 in Rom) ist ein italienischer Leichtathlet, der sich auf den Dreisprung spezialisiert hat.

## Herkunft und Leben
Simone Forte stammt aus der italienischen Hauptstadt. Er war zeitig sportbegeistert und trainierte in seiner Kindheit Schwimmen und Turnen. Zudem spielte er beim Lazio Rom Fußball, von deren Mannschaft er ein Fan ist. Im Alter von 12 Jahren wechselte er zur Leichtathletik. Dort trat er zunächst in den Mittelstreckenläufen an, wie es auch seine Mutter in ihrer Jugend tat. 2012 stieg er unter dem Trainer Andrea Matarazzo auf den Dreisprung um.
Forte lebt in seiner Geburtsstadt Rom, wo er nach dem Schulabschluss Wirtschaftswissenschaften studierte. In seiner Freizeit spielt er Klavier.

## Sportliche Laufbahn
2012 trat Forte erstmals bei nationalen Meisterschaften im Weitsprung und im Dreisprung an. Während er im Weitsprung auf keine vorderen Platz landen konnte, belegte er im Dreisprung bei den U18-Meisterschaften den vierten Platz. Im Frühjahr 2013 wurde er italienischer U18-Hallenmeister im Dreisprung. Einige Monate später trat er auch erstmals bei den nationalen Meisterschaften der Erwachsenen an. Dabei wurde er Elfter. Im Juli nahm er an den U18-Weltmeisterschaften in Donezk teil. Dabei sprang er im Finale mit 15,71 m persönliche Bestleistung zu diesem Zeitpunkt, mit der er auf dem fünften Platz landete. 2014 wurde Forte italienischer Hallenmeister in der höheren Altersklasse U20. Bei den nationalen Hallenmeisterschaften der Erwachsenen wurde er Vierter. Im Juli scheiterte er bei den U20-Weltmeisterschaften in den USA mit 15,31 m in der Qualifikation.
2015 sprang er im Juni erstmals über die 16-Meter-Marke. In der Qualifikation bei den U20-Europameisterschaften in Eskilstuna blieb er knapp unter 16 Metern, zog dennoch in das Finale ein. Im Finale sprang er mit 15,91 m die siebtgrößte Weite. 2016 belegte er den dritten Platz bei den italienischen Hallenmeisterschaft. Im Sommer wurde er Fünfter bei den U23-Mittelmeerspielen in Tunis. Die Hallenwettkämpfe im Frühjahr 2017 verpasste er aufgrund einer Verletzung komplett. Im Sommer konnte er bei den U23-Europameisterschaften in Bydgoszcz an den Start gehen. Dabei sprang er im Finale Saisonbestleistung von 15,95 m und wurde damit Achter. 2018 sprang er, mit wenigen Ausnahmen, die gesamte Saison über konstant über 16 Meter. Zunächst wurde er italienischer U23-Meister mit persönlicher Bestleistung von 16,73 m und konnte anschließend bei seiner zweiten Teilnahme an den U23-Mittelmeerspielen, diesmal in der Heimat, zudem die Silbermedaille gewinnen. Im August ging er bei den Europameisterschaften in Berlin und dabei an seinen ersten internationalen Meisterschaften bei den Erwachsenen an den Start. Mit seinem besten Sprung in der Qualifikation auf 16,35 m, verpasste er als Sechster seiner Qualifikationsgruppe den Einzug in das Finale nur um einen Platz. Insgesamt landete er damit auf dem 13. Platz. Einen Monat später konnte er bei den italienischen Meisterschaften in Ancona die Silbermedaille gewinnen. Im Februar 2019 wurde Forte italienischer Hallenmeister und gewann damit, mit neuer Hallenbestleistung, seinen ersten Titel bei nationalen Meisterschaften. Ein paar Wochen später gelang ihm bei den Halleneuropameisterschaften in Glasgow der Einzug in das Finale, in dem er Achter wurde.

## Wichtige Wettbewerbe
| Jahr                | Veranstaltung               | Ort                 | Platz               | Disziplin           | Weite               |
| Startet für Italien | Startet für Italien         | Startet für Italien | Startet für Italien | Startet für Italien | Startet für Italien |
| ------------------- | --------------------------- | ------------------- | ------------------- | ------------------- | ------------------- |
| 2013                | U18-Weltmeisterschaften     | Donezk              | 5.                  | Dreisprung          | 15,71 m             |
| 2014                | U20-Weltmeisterschaften     | Eugene              | 15.                 | Dreisprung          | 15,31 m             |
| 2015                | U20-Europameisterschaften   | Eskilstuna          | 7.                  | Dreisprung          | 15,91 m             |
| 2017                | U23-Europameisterschaften   | Bydgoszcz           | 8.                  | Dreisprung          | 15,95 m             |
| 2018                | Europameisterschaften       | Berlin              | 13.                 | Dreisprung          | 16,35 m             |
| 2019                | Halleneuropameisterschaften | Glasgow             | 8.                  | Dreisprung          | 15,54 m             |

## Persönliche Bestleistungen
Freiluft
- Dreisprung: 17,07 m, 12. Juni 2021, Grosseto

Halle
- Dreisprung: 16,67 m, 17. Februar 2019, Ancona